# Arescon
Arescon (лат.) — род перепончатокрылых насекомых из семейства Mymaridae (Chalcidoidea).

## Распространение
Палеарктика (Европа, Северная Африка, Тибет), Юго-Восточная Азия, Австралия, Океания, Неарктика, Неотропика.

## Описание
Микроскопического размера наездники: общая длина тела менее 1 мм. Основная окраска тела желтовато-коричневая. Усики состоят из скапуса, педицеля, жгутика и булавы. Крылья с сильно редуцированным жилкованием. Скутеллюм поделен поперечной перемычкой на переднюю и заднюю части. Паразиты насекомых.

## Классификация
- Arescon aspidioticola (Ashmead, 1879)
- Arescon clarkei Doutt, 1955
- Arescon chuk  S.V. Triapitsyn, 2016[2]
- Arescon confusus S.V. Triapitsyn, 2016[2]
- Arescon dallasi (Ogloblin, 1938)
- Arescon dimidiata (Curtis, 1832)typus [syn. Mymar dimidiatus Curtis, 1832]
- Arescon elongatus (Ogloblin, 1957)
- Arescon enocki (Subba Rao & Kaur, 1959)
- Arescon fulvum Annecke & Doutt, 1961
- Arescon gaoligongensis Jin & Li, 2016[3]
- Arescon gek S.V. Triapitsyn, 2016[2]
- Arescon iridescens (Enock 1914)
- Arescon leleji S.V. Triapitsyn, 2016[2]
- Arescon maculipennis (Ogloblin, 1957)
- Arescon mudigerensis Subba Rao, 1989
- Arescon peregrina (Perkins 1910)
- Arescon platensis (Ogloblin, 1957)
- Arescon pusillus (Ogloblin, 1957)
- Arescon sparsiciliatus Jin & Li, 2016[3]
- Arescon stenopterus Jin & Li, 2016[3]
- Arescon urichi (Crawford, 1913)
- Arescon zenit Triapitsyn & Berezovskiy 2003[1]